# Музей городского транспорта Сент-Этьена и его региона
Музей городского транспорта Сент-Этьена и его региона (фр. Musée des transports urbains de Saint-Étienne et sa région) — музей, посвящённый истории общественного транспорта Сент-Этьена. Сент-Этьен был одним из немногих городов Франции, в котором сохранилась трамвайная система, открытая еще в XIX веке.

## Коллекция
- Сент-Этьенский трамвай
  - Коллекция музея включает три трамвайных вагона:
- Моторный вагон типа H, 1907 год
- Моторный вагон типа J, 1938 год
- Моторный вагон типа PCC, 1958 год

Также имеется троллейбус и автобус:
- Троллейбус Vetra, 1952 год
- Автобус Saviem, 1966 год

Кроме того, в музее есть экспозиции, посвящённые повседневной жизни жителей Сент-Этьена и работников городского транспорта на протяжении последних ста двадцати лет (с момента появления общественного транспорта).